# 清新町
清新町（せいしんちょう）は、東京都江戸川区の町名。現行行政地名は清新町一丁目および清新町二丁目。住居表示実施済区域。郵便番号は134-0087（集配局 : 葛西郵便局）。

## 地理
荒川と中川との合流点の東岸に位置する。全域が埋立地で、面積は0.9575平方km、区内で23番目に大きな町である。町域の北および東は西葛西、南は新左近川を挟んで臨海町、西は荒川および中川を挟んで江東区新砂と隣接する。
清新町は区内で23番目に人口が多い町であり、5634世帯、1万3989人（2011年1月）が在住している。町内には都市基盤整備公団の住宅団地を初めとした高層住宅が建ち並び、遠目から見てもひときわ目を引く。しかし学校や公園などが整備されており、人口密度は区内48町中20位で、東葛西とほぼ同じである。海抜ゼロメートル地帯に隣接するが、盛り土によって水面上に作られているため、水没のおそれはないとされ、水害に対する「地域防災拠点」に指定されている。

### 河川
- 荒川 - 清砂大橋が架かる。
- 中川 - 清砂大橋が架かる。
- 新左近川 - 蜆橋・つばさ橋・新左近橋・新左近水門が架かる。
- 新長島川

### 地価
住宅地の地価は、2025年（令和7年）1月1日の公示地価によれば、清新町2-7-18の地点で47万5000円/m2となっている。

## 歴史
清新町の町域は戦後まで「葛西海岸堤防」の外の浅瀬だったが、1972年（昭和47年）に葛西沖開発事業が始まった。埋め立てが完了したのは10年後の1982年（昭和57年）で、翌年に葛西クリーンタウンの入居が始まった。江戸川区陸上競技場がオープンしたのは1984年（昭和59年）で、それから20年後の2004年（平成16年）に清砂大橋が完成した。2000年代に、IT技術者を中心としたインド人が居住を始め、商業施設「パトリア」には現地の食材等を取り扱う店舗が出来た。2011年の東日本大震災では、液状化現象が発生した。事前の予測では「液状化の発生が少ない地域」とされていたが、14棟の住宅に被害が出て、なかには大規模半壊などの深刻な被害もあった。車道や歩道についても、約2キロメートルに渡って被害が出た。

## 世帯数と人口
2025年（令和7年）1月1日現在（江戸川区発表）の世帯数と人口は以下の通りである。
| 丁目         | 世帯数    | 人口     |
| ------------ | --------- | -------- |
| 清新町一丁目 | 4,483世帯 | 10,566人 |
| 清新町二丁目 | 1,860世帯 | 4,227人  |
| 計           | 6,343世帯 | 14,793人 |

### 人口の変遷
国勢調査による人口の推移。
| 年                 | 人口   |
| ------------------ | ------ |
| 1995年（平成7年）  | 16,780 |
| 2000年（平成12年） | 16,159 |
| 2005年（平成17年） | 15,622 |
| 2010年（平成22年） | 14,943 |
| 2015年（平成27年） | 14,110 |
| 2020年（令和2年）  | 14,314 |

### 世帯数の変遷
国勢調査による世帯数の推移。
| 年                 | 世帯数 |
| ------------------ | ------ |
| 1995年（平成7年）  | 5,364  |
| 2000年（平成12年） | 5,522  |
| 2005年（平成17年） | 5,625  |
| 2010年（平成22年） | 5,716  |
| 2015年（平成27年） | 5,616  |
| 2020年（令和2年）  | 5,891  |

## 学区
区立小・中学校に通う場合、学区は以下の通りとなる（2023年4月時点）。なお、江戸川区では学校選択制度を導入しており、区内全域から選択することが可能。。
| 丁目         | 番地   | 小学校                     | 中学校                   |
| ------------ | ------ | -------------------------- | ------------------------ |
| 清新町一丁目 | 3〜5番 | 江戸川区立清新第一小学校   | 江戸川区立清新第一中学校 |
| 清新町一丁目 | 1〜2番 | 江戸川区立清新ふたば小学校 | 江戸川区立清新第一中学校 |
| 清新町二丁目 | 全域   | 江戸川区立清新ふたば小学校 | 江戸川区立清新第二中学校 |

## 産業
清新町には141の事業所があり、1325人が働いている。大型のオフィスビルは存在しないためか、事業所数は48町中37位、従業者数は33位でビジネス街としては小規模である。業種は運輸業（25%）、卸売業・小売業（13%）、医療福祉（11%）、サービス業（他）と情報通信業（9%）が多いようである。ただし従業員は卸売業・小売業、教育、医療福祉、公務が7割を占めており、その他の業種の事業所当たりの従業員数はどれも、業種ごとの区内平均を下回っている。

### 事業所
2021年（令和3年）現在の経済センサス調査による事業所数と従業員数は以下の通りである。
| 丁目         | 事業所数  | 従業員数 |
| ------------ | --------- | -------- |
| 清新町一丁目 | 90事業所  | 813人    |
| 清新町二丁目 | 24事業所  | 436人    |
| 計           | 114事業所 | 1,249人  |

### 事業者数の変遷
経済センサスによる事業所数の推移。
| 年                 | 事業者数 |
| ------------------ | -------- |
| 2016年（平成28年） | 103      |
| 2021年（令和3年）  | 114      |

### 従業員数の変遷
経済センサスによる従業員数の推移。
| 年                 | 従業員数 |
| ------------------ | -------- |
| 2016年（平成28年） | 766      |
| 2021年（令和3年）  | 1,249    |

## 交通

### 鉄道
清新町の町域内に鉄道駅は存在しない。清新町住民の利用する主な鉄道駅は隣接する西葛西に所在する東京メトロ東西線の西葛西駅である。
なお、直通便の本数は少ないものの (8～17時までの約1時間半に1本のみ)、都営バスでJR東日本の京葉線葛西臨海公園駅、および都営地下鉄新宿線船堀駅を利用できる。

### バス
路線バス
清新町で運行している路線バスは以下の通りである。(無料送迎バスについては後述。)
- 東京都交通局（都営バス）
  - 西葛26系統：船堀駅〜くすのきカルチャーセンター〜西葛西駅〜清新町〜東京臨海病院〜なぎさニュータウン〜葛西臨海公園駅
  - 西葛27系統：西葛西駅〜清新町〜東京臨海病院〜紅葉川高校(東京都立紅葉川高等学校)〜臨海町(臨海町二丁目アパート)
  - 錦22系統[注 1]：錦糸町駅〜住吉駅〜東陽町駅〜南砂町駅入口[注 2]〜（清新町健康サポートセンター/西葛西駅南）[注 3]〜新田住宅〜中左近橋〜中央卸売市場葛西市場〜臨海車庫

無料送迎バス
- 平和交通
  - 清新町・新田住宅コース：イオン葛西店 → 清新南ハイツ → 清新町コミュニティ会館前

清新町からイオン葛西店への無料送迎バスが運行されており、2021年9月29日から京成バス江戸川営業所より業務を引き継ぎ、現在は平和交通によって運行されている。

### 道路
- 東京都道308号千住小松川葛西沖線（船堀街道）
- 放射16号線
- 首都高中央環状線 清新町出入口

## 施設
- 清新町コミュニティ会館
  - 清新町コミュニティ図書館
- 清新町健康サポートセンター
- 江戸川南税務署
- 江戸川区立清新第一小学校
- 江戸川区立清新ふたば小学校 - 江戸川区立清新第二小学校と江戸川区立清新第三小学校の合併による。清新第三小学校の校舎をそのまま利用している。
- 江戸川区立清新第一中学校
- 江戸川区立清新第二中学校
- 東京福祉専門学校
- 青森大学東京サテライトキャンパス - 旧江戸川区立清新第二小学校の校舎を利用している。
- 清新北診療所
- 江戸川区陸上競技場
- 新長島川親水公園
- さざなみ公園
- わかくさ公園
- やまびこ公園
- かもめ公園
- パトリア葛西店
- セブンイレブン江戸川清新プラザ店